# Callionymus pusillus
Callionymus pusillus es una especie de peces de la familia Callionymidae en el orden de los Perciformes.

## Distribución geográfica
Se encuentra desde Lisboa (Portugal) hasta el Mediterráneo septentrional (incluyendo el Mar Adriático, el Mar Egeo, el Mar Negro , el Líbano e Israel).